# Пантаналска котка
Пантаналска котка (Leopardus braccatus) е хищник със средни размери от семейство Коткови разпространен в Южна Америка.

## Описание
Пантаналската котка се среща в Югоизточна и Централна Бразилия, Парагвай, Северна Аржентина и Уругвай. Названието си е получила по името на областта Пантанал в централната част на Южна Америка. Обитава влажни райони, пасища, пампаси и широколистни гори. 
Пантаналската котка, подобно на пампасната котка традиционно се разглежда като подвид на по-големите Колоколо (Colocolo), но е обособен като отделен вид основно на базата на разликите в цвета на кожата и големината на черепа.  Това разделение не се поддържа от генетичните проучвания , поради което някои учени продължават да поддържат тезата, че това пантаналската котка е само подвид на Колоколо. В Бразилия са известни хибриди между Пантаналската котка и Онцила (Oncilla).

## Подвидове
Разглеждана като отделен вид от Колоколо, Пантаналската котка има два подвида :
- Leopardus braccatus braccatus (Cope, 1889) – среща се в Централна Бразилия, Парагвай и Северна Аржентина. [5]
- Leopardus braccatus munoai (Ximénez, 1961) – среща се в Южна Бразилия и Уругвай. [5]

Leopardus braccatus braccatus е с почти изцяло ръждиво-кафяв цвят, с бледи тъмни кафяви петна по хълбоците, белезникави по гърлото, две тъмни линии на всяка буза, черни ивици по краката и гърдите, и черни крака и опашка. Leopardus braccatus munoai е доста сходен, но с по бледа и жълтеникава окраска, по-жълтеникави, краката са оцветени в черно само на стъпалата.